# Diocèse de Tyler
Le diocèse de Tyler (en latin : dioecesis Tylerensis ; en anglais : diocese of Tyler) est une église particulière de l'Église catholique aux États-Unis. Il couvre, à l'est du Texas, le centre de la côte. Le siège épiscopal est occupé par John Gregory Kelly (en).

## Territoire
Le diocèse est établi dans l'est et le nord-est du Texas. Il comprend 33 comtés: Anderson, Angelina, Bowie, Camp, Cass, Cherokee, Delta, Franklin, Freestone, Gregg, Harrison, Henderson, Hopkins, Houston, Lamar, Leon, Madison, Marion, Morris, Nacogdoches, Panola, Rains, Red River, Rusk, Sabine, San Augustine, Shelby, Smith, Titus, Trinity, Upshur, Van Zandt, Wood.
Les paroisses sont regroupées administrativement dans 6 doyennés : Nord-Ouest, Centre-Ouest, Sud-Ouest, Nord-Est, Centre-Est et Sud-Est.
Le siège du diocèse est la cathédrale de l'Immaculée Conception, dans la ville de Tyler.

## Histoire
Le diocèse de Tyler est érigé le 12 décembre 1986, par détachement de ceux de Beaumont, de Dallas et de Galveston-Houston.
En 2004, il quitte la province ecclésiastique de San Antonio pour la nouvelle province de Galveston-Houston.

## Évêques

### Évêques de Tyler
- 12 décembre 1986 - † 7 septembre 1991 : Charles Edwin Herzig (en)
- 24 mars 1992 - 3 février 2000 : Edmond Carmody (en), auparavant évêque auxiliaire de San Antonio, nommé évêque de Corpus Christi.
- 5 décembre 2000 - 6 juillet 2011 : Alvaro Corrada del Rio (en), S.J., auparavant évêque auxiliaire de Washington (D.C.), nommé évêque de Mayagüez (Porto Rico)
- 6 juillet 2011 - 29 septembre 2012 : siège vacant, sous administration apostolique de Alvaro Corrada del Rio
- 29 septembre 2012 - 11 novembre 2023 : Joseph Strickland (Joseph Edward Strickland)
  - 11 novembre 2023 - 24 février 2025 : Joe Steve Vásquez, administrateur apostolique[1].
- depuis le 20 décembre 2024 : John Gregory Kelly (en)

### Évêques liés au diocèse
- Eduardo Nevares (en), auparavant prêtre missionnaire de Notre-Dame de La Salette, incardiné à Tyler en 2007, nommé évêque auxiliaire de Phoenix (Arizona) en 2010

## Voir également
- Église catholique aux États-Unis
- Liste des juridictions catholiques aux États-Unis